# Наші сором'язливі наречені
Наші сором'язливі наречені (англ. Our Blushing Brides) — американська драма режисера Гаррі Бомонта 1930 року.

## Сюжет
Конні, Френкі і Джеррі — три працівниці універмагу, які ділять квартиру в Нью-Йорку. Кожна з них заробляє трохи більше двадцяти доларів в тиждень. Джеррі найбільш розсудлива з них, а Конні і Френкі займаються тим, що полюють на аморальних багатіїв у спробі поліпшити своє матеріальне становище. І вони обидві виявляються у розбитого корита, незважаючи на спроби Джеррі попередити їх про наслідки.

## У ролях
- Джоан Кроуфорд — Джеральдін «Джеррі» Марч
- Аніта Пейдж — Конні Блер
- Дороті Себастьян — Франсін «Френкі» Деніелс
- Роберт Монтгомері — Тоні Джардін
- Реймонд Гекетт — Девід «Деві» Джардін
- Джон Мільян — Мартін В. «Марті» Сандерсон
- Гедда Гоппер — місіс Лансінг Росс-Вівер
- Альберт Конті — монсьєр Пентойс
- Едвард Брофі — Джозеф Алойзіус «Джо» Мансі
- Роберт Емметт О'Коннор — детектив
- Марта Сліпер — Евелін Вудфорт
- Гвен Лі — міс Дардінелл, манекен
- Мері Доран — Елоїза, манекен
- Кетрін Мойлан — манекен
- Норма Дрю — манекен
- Клер Додд — манекен
- Вільда Менсфілд — манекен